# Гальяніко
Гальяніко, Ґальяніко (італ. Gaglianico, п'єм. Gajanin) — муніципалітет в Італії, у регіоні П'ємонт,  провінція Б'єлла.
Гальяніко розташоване на відстані близько 540 км на північний захід від Рима, 65 км на північний схід від Турина, 6 км на схід від Б'єлли.
Населення — 3835 осіб (2014).
Щорічний фестиваль відбувається 29 червня. Покровитель — святий Петро.

## Демографія
Населення за роками:

Станом на 1 січня 2023 року в муніципалітеті офіційно проживало 255 іноземців з 33 країн, серед них 77 громадян країн Євросоюзу та 17 громадян України.

## Сусідні муніципалітети
- Б'єлла
- Кандело
- Пондерано
- Сандільяно
- Верроне